# العلاقات الجامايكية النيوزيلندية
العلاقات الجامايكية النيوزيلندية هي العلاقات الثنائية التي تجمع بين جامايكا ونيوزيلندا.

## مقارنة بين البلدين
هذه مقارنة عامة ومرجعية للدولتين:
| وجه المقارنة                                              | جامايكا       | نيوزيلندا                                              |
| --------------------------------------------------------- | ------------- | ------------------------------------------------------ |
| المساحة (كم2)                                             | 10.99 ألف     | 268.02 ألف                                             |
| عدد السكان (نسمة)                                         | 2.95 مليون    | 4.24 مليون                                             |
| الكثافة السكانية (ن./كم²)                                 | 268.43        | 15.82                                                  |
| العاصمة                                                   | كينغستون      | ويلينغتون، أوكلاند                                     |
| اللغة الرسمية                                             | لغة إنجليزية  | لغة إنجليزية، اللغة الماورية، لغة الإشارة النيوزيلندية |
| العملة                                                    | دولار جامايكي | دولار نيوزيلندي، الجنيه النيوزيلندي                    |
| الناتج المحلي الإجمالي (بليون دولار)                      | 14.77 مليار   | 205.85 مليار                                           |
| الناتج المحلي الإجمالي (تعادل القوة الشرائية) بليون دولار | 24.79 مليار   |                                                        |
| الناتج المحلي الإجمالي الاسمي للفرد دولار أمريكي          | 5.23 ألف      |                                                        |
| الناتج المحلي الإجمالي للفرد دولار أمريكي                 | 8.88 ألف      |                                                        |
| مؤشر التنمية البشرية                                      | 0.719         | 0.914                                                  |
| رمز المكالمات الدولي                                      | +1876         | +64                                                    |
| رمز الإنترنت                                              | .jm           | .nz                                                    |
| المنطقة الزمنية                                           | 00            | ت ع م+13:00، ت ع م+12:00                               |

## منظمات دولية مشتركة
يشترك البلدان في عضوية مجموعة من المنظمات الدولية، منها:
| علم المنظمة | اسم المنظمة                               | تاريخ انضمام جامايكا | تاريخ انضمام نيوزيلندا |
| ----------- | ----------------------------------------- | -------------------- | ---------------------- |
|             | يونسكو                                    | 7 نوفمبر 1962        | 4 نوفمبر 1946          |
|             | وكالة ضمان الاستثمار متعدد الأطراف        | 12 أبريل 1988        | 22 أبريل 2008          |
|             | الأمم المتحدة                             | 18 سبتمبر 1962       | 24 أكتوبر 1945         |
|             | دول الكومنولث                             | ?                    | ?                      |
|             | الاتحاد البريدي العالمي                   | ?                    | ?                      |
|             | البنك الدولي للإنشاء والتعمير             | 21 فبراير 1963       | 31 أغسطس 1961          |
|             | المنظمة الهيدروغرافية الدولية             | ?                    | ?                      |
|             | الاتحاد الدولي للاتصالات                  | 18 فبراير 1963       | 3 يونيو 1878           |
|             | منظمة حظر الأسلحة الكيميائية              | ?                    | ?                      |
|             | مؤسسة التمويل الدولية                     | 31 مارس 1964         | 31 أغسطس 1961          |
|             | المركز الدولي لتسوية المنازعات الاستشارية | 14 أكتوبر 1966       | 2 مايو 1980            |
|             | منظمة التجارة العالمية                    | ?                    | ?                      |
|             | منظمة الشرطة الجنائية الدولية             | ?                    | ?                      |

## وصلات خارجية
- موقع وزارة الخارجية الجامايكية
- موقع وزارة الخارجية النيوزيلندية